# Ambierle
Ambierle – miejscowość i gmina we Francji, w regionie Owernia-Rodan-Alpy, w departamencie Loara.
Według danych na rok 1990 gminę zamieszkiwały 1763 osoby, a gęstość zaludnienia wynosiła 57 osób/km² (wśród 2880 gmin regionu Rodan-Alpy Ambierle plasuje się na 492. miejscu pod względem liczby ludności, natomiast pod względem powierzchni na miejscu 204.).